# Zwexies – Die Zwillingshexen zum Zweiten
Zwexies – Die Zwillingshexen zum Zweiten ist ein US-amerikanischer Spielfilm von 2007. Er ist die Fortsetzung des zwei Jahre vorher entstandenen Zwexies – Die Zwillingshexen.

## Handlung
Alex und Camryn versuchen sich mit ihrem neuen Leben als Zwillingshexen zu arrangieren. Doch dann erfahren sie, dass ihr im Schattenland des magischen Königreiches Coventry verschollener Vater noch am Leben sein soll. Die beiden unterschiedlichen Schwestern machen sich gemeinsam auf die Suche nach ihm. – Ein märchenhaftes Abenteuer rund um geheimnisvolle Orte, dunkle Mächte und zauberhafte Schwestern.

## Synchronisation
| Rolle              | Darsteller         | Dt. Synchronsprecher |
| ------------------ | ------------------ | -------------------- |
| Alexandra Fielding | Tia Mowry          | Maren Rainer         |
| Camryn Barnes      | Tamera Mowry       | Angela Wiederhut     |
| Miranda/Minerva    | Kristen Wilson     | Madeleine Stolze     |
| Thantos            | Patrick Fabian     |                      |
| Ileana             | Jennifer Robertson |                      |
| Karsh              | Pat Kelly          |                      |
| Lucinda Carmelson  | Jessica Greco      | Stephanie Kellner    |
| Beth Fish          | Jackie Rosenbaum   |                      |
| David Barnes       | Arnold Pinnock     | Ole Pfennig          |
| Emily Barnes       | Karen Holness      |                      |
| Nicole             | Jessica Feliz      |                      |
| Aron               | David Ingram       |                      |

## Hintergrund
Der Film wurde am 12. Oktober 2007 im amerikanischen Disney Channel ausgestrahlt. Die Erstausstrahlung sahen 6,9 Millionen Zuschauer. Die deutsche Ausstrahlung fand am 26. April 2008 im Disney Channel statt. Im Free-Tv wurde der Film am 3. Oktober 2009 auf ProSieben ausgestrahlt und wurde von 1,30 Millionen Zuschauern gesehen, was zu 19,1 % in der Zielgruppe führte.